# 好村俊子
好村 俊子（こうむら としこ、1938年2月7日 - ）は、日本の女性元声優、元女優。東京都出身。ぷろだくしょんバオバブ所属。

## 人物
以前はオフィス央に所属していた。
声優としては、外画吹き替え、テレビアニメなどで活躍。
特技はクラシックバレエの基本、英文・和文タイピング。趣味は舞踊、音楽鑑賞、カラオケ。
2024年、ぷろだくしょんバオバブのサイトにおける公式プロフィールが、それまでの女性所属者一覧から「Archive（アーカイブ）」の欄に移動した。

## 出演作品

### 吹き替え

#### 洋画
- アンナ・カレーニナ（ヴロンスカヤ伯爵夫人）
- SF/ボディ・スナッチャー
- 大いなる眠り（シャーロット・スターンウッド〈サラ・マイルズ〉）※TBS版[8]
- 撃鉄 GEKITETZ ワルシャワの標的
- 候補者ビル・マッケイ
- さすらいの航海（アリス・ファインチャイルド〈ジュリー・ハリス〉）※テレビ朝日版
- サウンド・オブ・ミュージック ※VHS・DVD版
- 007 オクトパシー（マニーペニー〈ロイス・マクスウェル〉）※TBS版
- ダンク・ブラザース/脱線ファンにご用心（ターナー夫人〈ベル・マクドナルド〉）
- デルタ・フォース
- トーク・レディオ ※TBS版
- 呪われた森（アイルウッド夫人〈ベティ・デイヴィス〉）
- パットン大戦車軍団 ※LD版
- ファイナル・オプション（メアリー・ティンカー）※テレビ朝日版（BD収録）
- フォー・フレンズ/4つの青春（プロザー夫人〈エリザベス・ローレンス〉）※日本テレビ版
- 僕が天使になった日（シャーリー・マクレーン）
- モンキーキング 西遊記
- ヤンクス（ヘレン〈ヴァネッサ・レッドグレイヴ〉）
- レナードの朝（ルーシー）※ソフト版

#### ドラマ
- ザ・ホワイトハウス4（ウォーカー）
- 大草原の小さな家
- ダイナスティ（ジャネット）
- 夢みる子犬 ウィッシュボーン（ブラウン学部長）
- 私はラブ・リーガル（ミリー〈シャーリー・ナイト〉）

#### 海外アニメ
- ダックテイル（フェザービー）
  - ダックテイル・ザ・ムービー/失われた魔法のランプ
- ヘイ・アーノルド!（アーノルドのおばあちゃん）

### テレビアニメ
1981年
- ヤットデタマン

1982年
- 魔法のプリンセス ミンキーモモ（おばあさん）

1983年
- 子鹿物語（ハットウおばさん）

1986年
- 愛少女ポリアンナ物語（フォード夫人〈2代目〉）

1990年
- それいけ!アンパンマン（ヤギおばさん）

2004年
- GANTZ 〜the first stage〜（杉本カヨ）
- MONSTER（女性）

2006年
- ふたりはプリキュア Splash Star（竹内綾乃のおばあさん）
- まじめにふまじめ かいけつゾロリ（ペリー）

2009年
- 蒼天航路（老婆）

### ゲーム
- シェンムー（1999年、早田稲）

### テレビドラマ
- おしん（1983年、NHK）